# 유실물
|                                           |
| 미국의 재산법                             |
| 미국법 시리즈                             |
| 재산 획득                                 |
| 증여 · 취득시효 · 채권양도                |
| 유실물                                    |
| 처분 · 위탁 · 허가                        |
| 재산권                                    |
| 완전 사유권 · 단순부동산권 · 한사부동산권 |
| 생애부동산권 · 조건부 부동산권            |
| 미래권리 · 부동산 공동소유                |
| 부동산임차권 · 연립주택                   |
| 토지권리의 양도 증서                      |
| 선의의 취득자 · 권원등기제도              |
| 양도증서에 의한 금반언 · 권리 포기서      |
| 임대차 · 형평법상 재산권의 이전           |
| 소유권부담제거소송 · 국가귀속             |
| 미래사용 제한                             |
| 양도제한                                  |
| 영구구속금지의 원칙                       |
| 쉘리사건의 원칙                           |
| 상속권원우선원칙                          |
| 비소유 토지권                             |
| 지역권 · 이익                             |
| 토지와 함께 이전하는 약관                 |
| 에퀴티상의 지역권                         |
| 관련 주제                                 |
| 부착물 · 훼손 · 분할                      |
| 용수권                                    |
| 측면‧지하지지권                           |
| 네모닷                                    |
| 미국법의 다른 영역                        |
| 계약법 · 불법행위법                       |
| 유언신탁법                                |
| 형법 · 증거법                             |

유실물(遺失物)이란 점유자의 의사에 의하지 않고 그 점유를 이탈한 물건으로, 도품이 아닌 것을 말한다. 범죄자가 놓고 간 것으로 인정되는 물건, 착오로 인하여 점유한 물건, 타인이 놓고 간 물건, 일실(逸失)한 가축은 유실물이 아니지만 유실물에 준한다. 표류물과 침몰품은 유실물의 성질을 갖지만 수난구호법의 적용을 받는다.

## 유실물 습득
유실물을 발견하여 점유를 취득하는 것을 습득이라고 한다. 유실물을 습득한 자가 이를 경찰관서에 제출하면 유실물법의 규정에 따라 공고한 후 6개월내에 그 소유자가 권리를 주장하지 않으면 습득자가 그 소유권을 취득한다. 그러나 유실물이 문화재일 때에는 국유로 된다. 이 경우 습득자는 국가에 적당한 보상을 청구할 수 있다. 유실물의 소유자가 나타나면 그 물건을 반환받게 된다. 이 때에는 반환을 받은 자가 습득자에게 보상금을 지급하여야 한다.

## 유실물 처리절차
- 습득물신고접수(7일이내 신고시 습득자소유권 인정 유실물법 제1조 , 제9조)
- 유실자반환(6개월이내 청구 유실물법시행령 제4조, 민법 제253조), 습득자(보상금 5～20% 유실물법 제4조)
- 습득자소유권취득(소유권 취득 후 3개월이내 청구 유실물법 제8조, 영제5조), 습득자 소유권취득시 물건가액의 22% 세금부과(소득세법 제21조 제129조)
- 국고귀속(유실물법 제14조, 제15조)

## 분실신고 방법
- 온라인 신고(웹(www.lost112.go.kr, m.lost112.go.kr) 및 모바일앱(LOST112))
- 방문신고(전국 경찰관서), 자동차번호판 분실신고는 방문접수만 가능(자동차등록증, 신분증, 위임장, 인감증명서 등

## LOST112
전국 경찰관서에 신고 접수된 유실물을 통합관리하고, 언제 어디서든 국민에게 유실물 관련 정보를 제공하여 쉽고 빠르게 잃어버린 물건을 찾을 수 있도록 구축된 시스템으로서 전국 유실물정보 보유기관은 민･관 구분없이 신청 사용가능 (관련근거 : 유실물법 제16조)

## 같이 보기
- 무주물
- 매장물